# Marquesado de Jódar
El marquesado de Jódar es un título nobiliario español creado por el rey Felipe III en 1618 a favor de Gonzalo de Carvajal y Mesía, hijo del VII señor de Jódar, señor de las villas de Jódar, Felix, Tobaruela y Bélmez, todas en el Reino de Jaén; y de Catalina Messía y Manrique, hija del I marqués de La Guardia. Además fue señor de Villarín, La Alameda y La Pesquera. El señorío de Jódar era una fundación del rey Fernando III del año 1229 a favor de Sancho Martínez de Xodar y sus descendientes: los Xodar y Sotomayor, hasta que entra a formar parte en las mesas del poder a comienzos del siglo XV, pasando por diferentes señores hasta la cesión a Día Sánchez de Carvajal, quien en 1485 es autorizado por los Reyes Católicos para fundar mayorazgo.
Su nombre se refiere al municipio andaluz de Jódar, en la provincia de Jaén.
Fue rehabilitado en 1919 por el rey Alfonso XIII, a favor de Alfonso Ramírez de Arellano y Esteban, conde de Loja. Nuevamente fue rehabilitado en 1950 a favor de Enrique María de Valdenebro y Muñoz, que se convertiría en XIV marqués de Jódar.

## Señores de Jódar del apellido Carvajal
- Día Sánchez de Carvajal, I señor de Jódar.

- Alonso Sánchez de Carvajal, II señor de Jódar.

- Diego de Carvajal y Portugal, III señor de Jódar. Casado con Isabel Osorio de Guzmán, señora de Villarín, hija de Fadrique Osorio, señor de Villarín —hijo del I Marquesado de Astorga|marqués de Astorga—, y de Mencía de Guzmán.[2] Le sucedió su hijo:

- Luis de Carvajal y Osorio, IV señor de Jódar, murió sin descendencia.[2] Le sucedió su hermano:

- Alonso de Carvajal y Osorio (m. 1599), V señor de Jódar, casado en primeras nupcias con Inés de los Cobos[3], sin descendencia, y en segundas con Catalina Messía y Manrique de Lara.[2] Le sucedió su hijo del segundo matrimonio.

- Gonzalo de Carvajal y Messía, VI señor y I marqués de Jódar.[2]

## Marqueses de Jódar
- Gonzalo de Carvajal y Messía, I marqués de Jódar, señor de Tobaruela, de Villarín, de Belmez y el Alameda.[2]

Casó con Juana de Ayala y Cárdenas. Le sucedió su hijo:
- Alonso de Carvajal y Ayala, II marqués de Jódar, sin descendencia, le sucedió su tío paterno:[2]

- Miguel de Carvajal y Messía, III marqués de Jódar, señor de Tobaruela, de Villarín, de Belmez, caballero de la Orden de Calatrava, gentilhombre de la cámara de Fernando de Habsburgo y miembro del Consejo de Castilla.[2]

Casó, siendo su primer marido, con María Enríquez Sarmiento de Mendoza y Luna (m. 1672).  Le sucedió su hija:
- María Catalina de Carvajal Enríquez y Sarmiento (m. 7 de noviembre de 1668), IV marquesa de Jódar.[4]

Casó en primeras nupcias en Madrid (San Pedro el Real) el 24 de septiembre de 1654 con Fernando de Velasco, caballero de Santiago, comendador de Yeste y Taibilla, y gentilhombre del rey, hijo de los condestables de Castilla.
Casó en segundas nupcias en 1660, con Francisco Fernández de Velasco Tovar y Guzmán (1633-1695), VII marqués de Berlanga, XVII señor de la casa de Tovar, caballero de la Orden de Santiago y gentilhombre de cámara del rey Carlos II.
- José Manuel Fernández de Velasco y Tovar, V marqués de Jódar,[7] VIII duque de Frías), XII conde de Haro, VIII marqués de Berlanga, IX y último condestable de Castilla de su linaje, señor de los valles de Soba y Ruesga, de Briviesca, de Belorado, de Tovar, mayordomo, cazador y copero mayor de Felipe V, capitán general de las galeras de Sicilia y Nápoles y embajador en París.[8]

Casó en primeras nupcias, el 1 de agosto de 1678, con Ángeles de Benavides y Ponce de León. Contrajo un segundo matrimonio, el 20 de septiembre de 1705, con la sobrina carnal de su primera esposa, Ana María Téllez-Girón y Benavides. Le sucedió su hijo del primer matrimonio:
- Bernardino Fernández de Velasco y Benavides (1685-25 de abril de 1727), VI marqués de Jódar, IX duque de Frías, XIII conde de Haro, IX marqués de Berlanga, VIII conde de Salazar de Velasco, etc.[8]

Casó, en abril de 1704, con María Petronila Rosa de Toledo y Portugal.  Sin descendencia, le sucedió su sobrina:
- María Teresa Fernández de Córdoba y Fernández de Velasco, VII marquesa de Jódar.[9]

Casó en primeras nupcias con su tío Íñigo de Córdoba y Góngora y en segundas con Gonzalo Manuel de Lando y Lanzos, VII conde de Maceda, VI conde de la Fuente del Saúco y IV conde de Taboada.  Sin descendencia, le sucedió:
- Ana María Sarmiento de Sotomayor y Fernández de Córdoba (20 de mayo de 1725-18 de febrero de 1770), VIII marquesa de Jódar,[10] IV marquesa de Valero, VI condesa de Salvatierra, VII marquesa de Baides, XI marquesa de Loriana, VI marquesa de la Puebla de Ovando, VII marquesa del Sobroso y XII condesa de Pedrosa.[10]  Era hija de José Manuel Sarmiento de Sotomayor y Dávila, VI marqués del Sobroso, y de su esposa Ana María Fernández de Córdoba-Figueroa.[10]

Caso el 24 de junio de 1739, en Madrid, con su primo segundo, Juan de la Mata Vicente Fernández de Córdoba-Figueroa y Spínola. Le sucedió su hijo:
- José María Fernández de Córdoba-Figueroa y Sarmiento de Sotomayor (Madrid, 23 de noviembre de 1747-12 de junio de 1806), IX marqués de Jódar,[10] V marqués de Valero,[10] VII conde de Salvatierra, IX marqués de Baides, XII marqués de Loriana, VII marqués de la Puebla de Ovando, VIII marqués del Sobroso y XIII conde de Pedrosa.[10]

Casó en primeras nupcias con Sinforosa González de Castejón y Silva y en segundas, el 9 de febrero de 1774, en Madrid, con María Antonia Fernández de Villarroel y Villacís Vargas y Manrique.  Le sucedió su hija de su segundo matrimonio:
- Juana Nepomucena Fernández de Córdoba Villarroel y Spínola de la Cerda (Madrid, 6 de agosto de 1785-ibid, 25 de mayo de 1808), X marquesa de Jódar,[10]  VI marquesa de Valero, VIII condesa de Salvatierra,[11] IX marquesa del Sobroso, XIII marquesa de Loriana, X marquesa de Baides, XIV condesa de Pedrosa, VIII marquesa de la Puebla de Ovando,[10] etc.

Casó el 9 de agosto de 1801, en Madrid, con José Rafael Fadrique de Silva Fernández de Híjar y Palafox (m. 16 de septiembre de 1863), VIII duque de Bournonville, XVI duque de Lécera, XII duque de Híjar, XVIII conde de Ribadeo, XI conde de Vallfogona, XII duque de Aliaga, VIII duque de Almazán, VIII marqués de Orani,  marqués de Almenara, XVI marqués de Montesclaros, VIII marqués de Rupit, XIII conde de Palma del Río, XXI conde de Belchite,  XVI conde de Salinas,  X conde de Guimerá,  XIV conde de Aranda,  XII conde de Castellflorit, IX marqués de Torres de Aragón, IX marqués de Vilanant, XI vizconde de Alquerforadat,  XX vizconde de Ebol, Sumiller de Corps de los reyes Fernando VII e Isabel II, caballero de la Orden del Toisón de Oro, Orden de Carlos III|gran cruz de Carlos III y senador.   Le sucedió su hijo primogénito:
- Cayetano de Silva y Fernández de Córdoba (Madrid, 8 de noviembre de 1805-Perpiñán, 25 de enero de 1865), XI marqués de Jódar, VII marqués de Valero,[15] XIX conde de Ribadeo,[15] XVII conde de Salinas,[15] XVII duque de Lécera,[13] XIII duque de Híjar, VIII duque de Almazán, IX duque de Bournonville, X marqués de Orani, XIV marqués de Almenara, X marqués de Vilanant, XIII conde de Aranda, XIII conde de Vallfogona, vizconde de Alquerforadat, XXI vizconde de Ebol.

Casó el 11 de enero de 1826, en Madrid, con María Soledad Bernuy y Valda, hija de Ana Agapita de Valda y Teigeiro, IX marquesa de Valparaíso, marquesa de Albudeite.
A la muerte del XI marqués de Jódar, «sus inmediatos sucesores no sacaron carta de sucesión en esta casa, que quedó cancelada.  Sucede, por real decreto de rehabilitación de 23 de junio de 1922, Alfonso Ramírez de Arellano y Esteban, XII marqués de Jódar, y a este su hijo Leopoldo Ramírez de Arellano y Jiménez, XIII marqués de Jódar. Los derechos de ambos señores no se tienen establecidos.
- Alfonso Ramírez de Arellano y Esteban (1886-1961), XII Marqués de Jódar,[16] conde de Loja.

Casó con Juana Jiménez Vázquez y en segundas nupcias con María de las Mercedes Pérez-Caballero y Moltó. En 1922 cedió el marquesado de Jódar a su hijo del primer matrimonio:
- Leopoldo Ramírez de Arellano y Jiménez (m. 1936), XIII Marqués de Jódar.[16] Le sucedió en 1950:

- Enrique María de Valdenebro y Muñoz, XIV marqués de Jódar, V Marqués de Ruchena y II conde de San Remy.[17]

Casó con María de Gracia Halcón y Lasso de la Vega. Le sucedió su hijo en 1976:
- Luis María Valdenebro y Halcón, XV Marqués de Jódar.[17]

Casó con Socorro Montes y Delgado, padres de Luis, Mercedes, Pablo, Álvaro y Beatriz de Valdenebro y Montes.